# Spoorlijn Toulouse - Bayonne
De spoorlijn Toulouse - Bayonne is een Franse spoorlijn van Toulouse naar Bayonne. De lijn is 319,0 km lang en heeft als lijnnummer 650 000.

## Geschiedenis
De lijn werd in gedeeltes geopend door de Compagnie des Chemins de fer du Midi:
- Toulouse-Pont des Demoiselles - Portet-Saint-Simon: 19 oktober 1861
- Portet-Saint-Simon - Montréjeau-Gourdan-Polignan: 9 juni 1862
- Pau-Billère - Puyoô: 4 maart 1863
- Puyoô - Bayonne-Mousserolles: 25 januari 1864
- Tarbes - Lourdes: 9 april 1866
- Bayonne-Mousserolles - Bayonne: 26 juli 1866
- Pau - Pau-Billère: 21 november 1866
- Montréjeau-Gourdan-Polignan - Tarbes: 15 juni 1867
- Lourdes - Pau: 15 juni 1867
- Toulouse-Matabiau - Toulouse-Pont des Demoiselles: 1910

### Tracéwijziging
In 1977 werd er een nieuwe spoorbrug over de Garonne in gebruik genomen in Toulouse. 

## Treindiensten
De SNCF verzorgt het personenvervoer op dit traject met TGV, IC en TER treinen.
| Serie      | Treinsoort | Route | Bijzonderheden |
| ---------- | ---------- | --- | -------------- |
| TGV 8560   | TGV (SNCF) | Paris-Montparnasse – Bordeaux-Saint-Jean – Dax – Orthez – Pau – Lourdes – Tarbes |                |
| IC 3700    | IC (SNCF)  | Paris-Austerlitz – Les Aubrais – Dax – Bayonne – Orthez – Pau – Lourdes – Tarbes | nachttrein     |
| IC 3950    | IC (SNCF)  | Paris-Austerlitz – Les Aubrais – Auterive – Saverdun – Pamiers – Foix – Latour-de-Carol - Enveitg                                                                                     | nachttrein     |
| IC 14100   | IC (SNCF)  | Toulouse-Matabiau – Montréjeau - Gourdan-Polignan – Tarbes – Lourdes – Pau – Orthez – Bayonne – Biarritz – Hendaye                                                                    |                |
| D 52       | TER (SNCF) | Bordeaux-Saint-Jean – Pessac – Facture-Biganos – Morcenx – Dax – Orthez – Pau – Lourdes – Tarbes                                                                                      |                |
| L 52       | TER (SNCF) | Bordeaux-Saint-Jean – Pessac – Facture-Biganos – Morcenx – Dax – Orthez – Pau – Lourdes – Tarbes                                                                                      |                |
| L 53       | TER (SNCF) | Hendaye – Saint-Jean-de-Luz - Ciboure – Biarritz – Bayonne – Orthez – Pau – Lourdes – Tarbes                                                                                          |                |
| TER 870300 | TER (SNCF) | Toulouse-Matabiau – Toulouse-Saint-Agne – Gallieni-Cancéropôle – Toulouse-Saint-Cyprien-Arènes – Colomiers – Colomiers-Lycée International – Pibrac – L'Isle-Jourdain – Auch          |                |
| TER 870400 | TER (SNCF) | Toulouse-Matabiau – Toulouse-Saint-Agne – Gallieni-Cancéropôle – Toulouse-Saint-Cyprien-Arènes – Colomiers – Colomiers-Lycée International – Pibrac – L'Isle-Jourdain                 |                |
| TER 871400 | TER (SNCF) | Toulouse-Matabiau – Toulouse-Saint-Agne – Portet-Saint-Simon – Pins-Justaret – Venerque - Le Vernet – Auterive – Cintegabelle – Saverdun – Pamiers – Foix – Latour-de-Carol - Enveitg |                |
| TER 872600 | TER (SNCF) | Toulouse-Matabiau – Toulouse-Saint-Agne – Portet-Saint-Simon – Muret – Longages - Noé – Carbonne – Cazères-sur-Garonne – Boussens                                                     |                |
| TER 872700 | TER (SNCF) | Toulouse-Matabiau – Toulouse-Saint-Agne – Muret – Carbonne – Cazères-sur-Garonne – Boussens – Saint-Gaudens – Montréjeau - Gourdan-Polignan – Tarbes                                  |                |

## Aansluitingen
In de volgende plaatsen is of was er een aansluiting op de volgende spoorlijnen:
Toulouse-Matabiau
RFN 640 000, spoorlijn tussen Bordeaux-Saint-Jean en Sète-Ville
RFN 718 000, spoorlijn tussen Brive-la-Gaillarde en Toulouse-Matabiau via Capdenac
Saint-Agne
RFN 648 000, spoorlijn tussen Saint-Agne en Auch
Portet-Saint-Simon
RFN 672 000, spoorlijn tussen Portet-Saint-Simon en Puigcerdà (grens)
Boussens
RFN 670 000, spoorlijn tussen Boussens en Saint-Girons
Montréjeau - Gourdan-Polignan
RFN 668 000, spoorlijn tussen Montréjeau - Gourdan-Polignan en Luchon
Lannemezan
RFN 667 000, spoorlijn tussen Lannemezan en Arreau - Cadéac
Tarbes
RFN 652 000, spoorlijn tussen Morcenx en Bagnères-de-Bigorre
Lourdes
RFN 666 000, spoorlijn tussen Lourdes en Pierrefitte-Nestalas
Pau
RFN 664 000, spoorlijn tussen Pau en Canfranc (grens)
Puyoô
RFN 656 000, spoorlijn tussen Puyoô en Dax
RFN 662 000, spoorlijn tussen Puyoô en Mauléon
Bayonne
RFN 655 000, spoorlijn tussen Bordeaux-Saint-Jean en Irun
RFN 660 000, spoorlijn tussen Bayonne en Saint-Jean-Pied-de-Port

## Elektrische tractie
Door het gebrek aan steenkool in de regio en de steile hellingen met een maximale gradient van 33‰ werd de lijn al vroeg geëlektrificeerd met een wisselspanning van 12.000 volt 16⅔ hertz. Tussen Tarbes en Pau in 1913 en tussen Montréjeau en Tarbes in 1914. 
Vanaf 1922 werd een gelijkspanning van 1500 volt toegepast. Van Tarbes naar Pau in 1922, van Montréjeau naar Tarbes in 1923, van Toulouse-Matabiau naar Montréjeau in 1924, van Pau naar Puyoô in 1925 en van Puyoô naar Bayonne in 1930.

## Galerij

Opstelterrein van pelgrimstreinen te Lourdes in 1975.
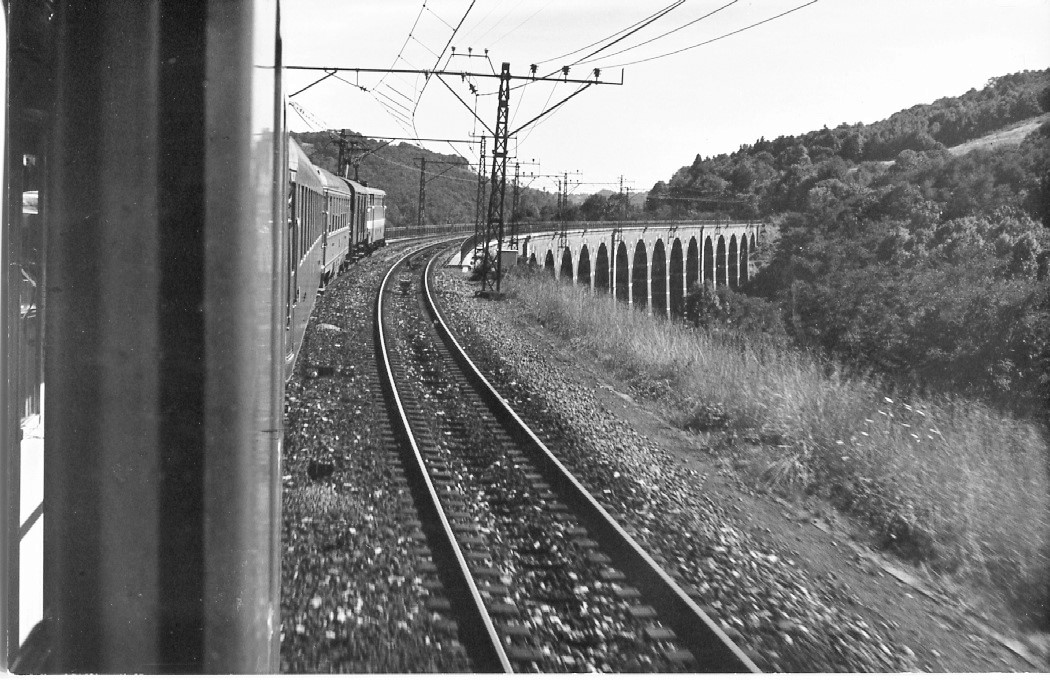
Viaduct van Lanespède in 1978.
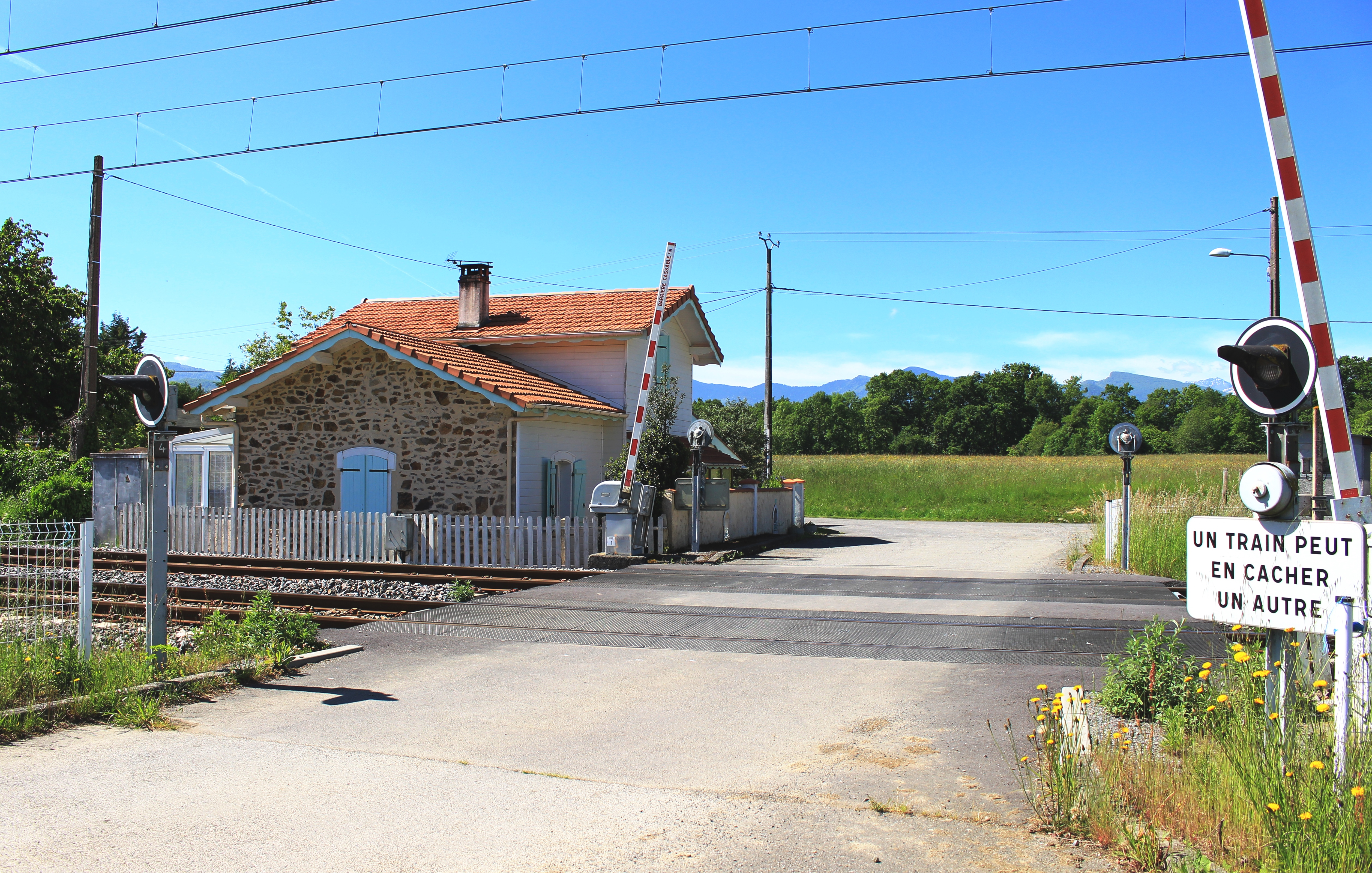
Overweg 116 te Saint-Laurent-de-Neste.
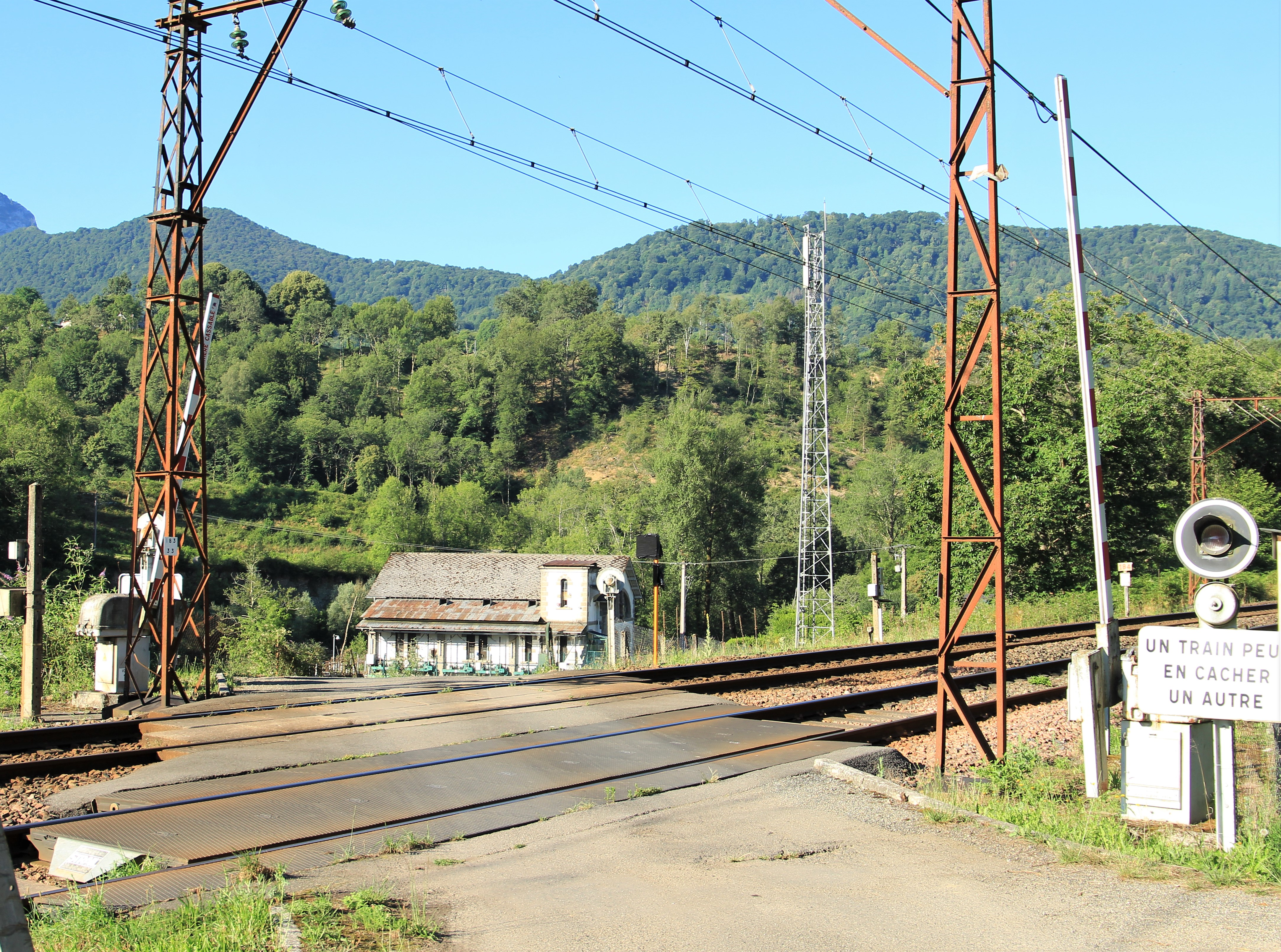
Overweg 184 te Peyrouse.
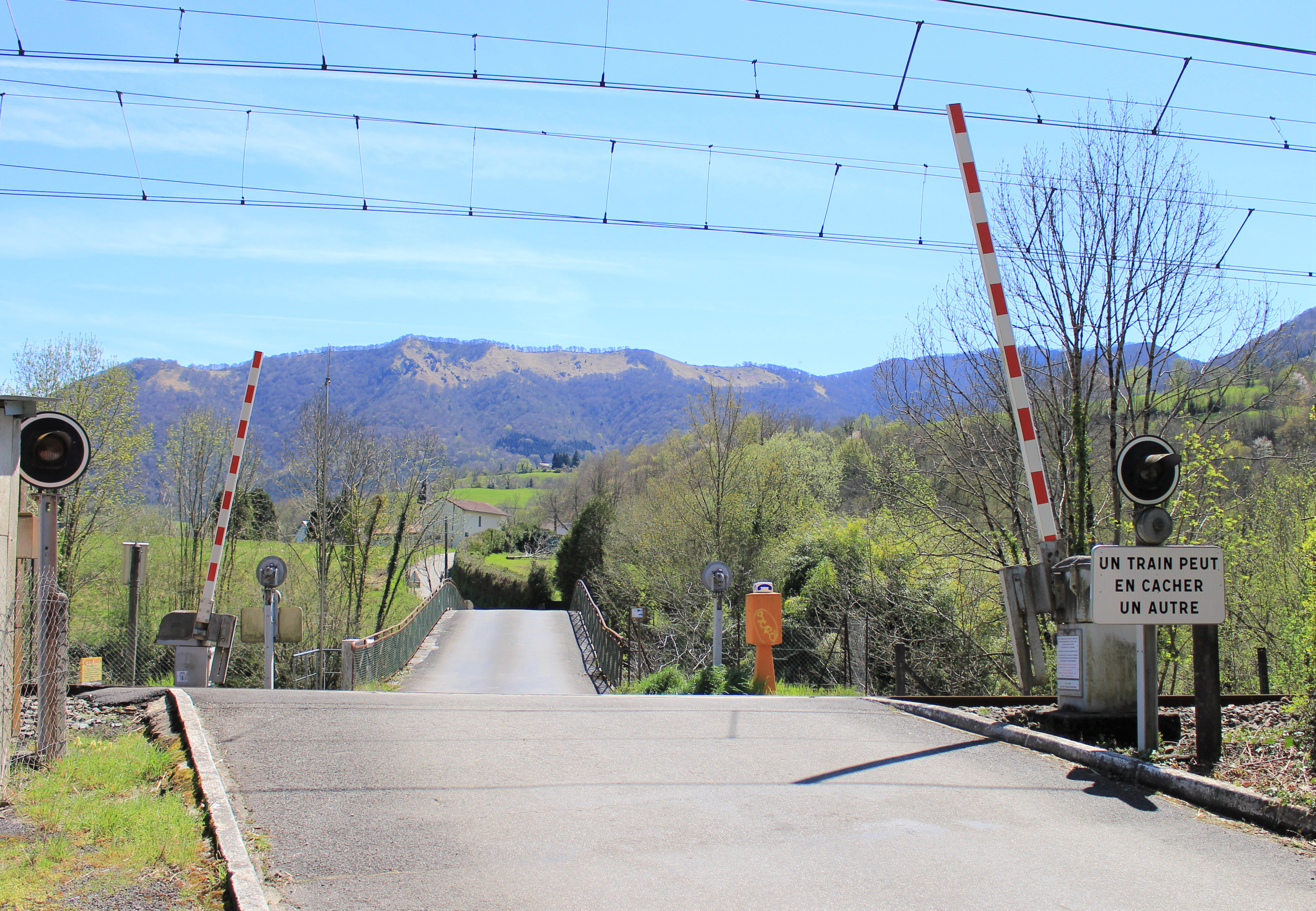
Overweg 186 te Saint-Pé-de-Bigorre.